# Albert Covens

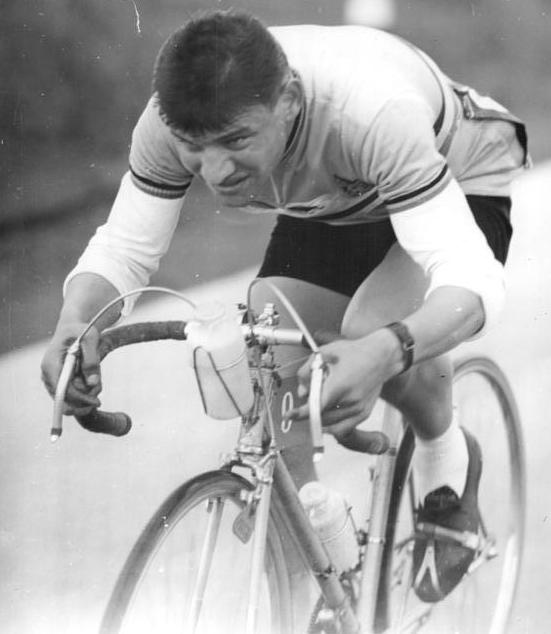
Albert Covens (1960)

Albert Covens (* 10. September 1938 in Deurne (Antwerpen)) ist ein ehemaliger belgischer Radrennfahrer und nationaler Meister im Radsport.

## Sportliche Laufbahn
Als Amateur gewann er 1960 eine Etappe der Internationalen Friedensfahrt, die er beim Sieg von Erich Hagen auf dem 14. Platz des Gesamtklassements beendete. Er wurde Zweiter der Ronde van Limburg, wobei er eine Etappe gewann. 1959 wurde er Vize-Meister im Straßenrennen. Im Rennen der Straßenradsport-Weltmeisterschaften 1960 belegte er den 46. Platz.
1962 wurde er Berufsfahrer im Radsportteam Solo-Van Steenbergen und blieb bis 1966 aktiv. Covens gewann eine Reihe von Kriterien und Rundstreckenrennen, ein bedeutender Erfolg gelang ihm jedoch bei den Profis bis auf einen Etappensieg im Rennen Dwaars door Vlaanderen 1963 nicht.